# Хрустальный башмачок (фильм-балет, 1960)
«Хрустальный башмачок» — фильм-балет, поставленный на Московской киностудии имени М. Горького в 1960 году кинорежиссёром Александром Роу и режиссёром-балетмейстером Ростиславом Захаровым. Экранизация балета Сергея Прокофьева «Золушка» в постановке Ростислава Захарова (Большой театр, 1945).

## Сюжет
Традиционная сказка о Золушке, рассказанная с помощью танца.

## В главных ролях
- Золушка — Раиса Стручкова
- Принц — Геннадий Ледях
- Мачеха — Елена Ванке
- Кривляка — Лесма Чадарайн
- Злюка — Наталья Рыженко
- Отец Золушки — Анатолий Павлинов
- Феи времени года:
  - Весна — Екатерина Максимова
  - Лето — Елена Рябинкина
  - Осень — Марина Колпакчи
  - Зима — Наталия Таборко
- Шут — Юрий Выренков
- Церемониймейстер — Александр Радунский
- Распорядитель бала — Г. Тарасов
- Иноземные гости:
Александр Лапаури, Владимир Захаров, Ю. Игнатов
- Гном двенадцатого часа — Леонид Швачкин
- Андалузка — Нина Симонова
- Андалузец — Владимир Кудряшов
- Танец со змеёй — Юламей Скотт
- Соло мазурки — Валентина Фаэрбах, Юрий Папко (в титрах – Н. Папко)
- Балетная труппа, миманс и оркестр
Государственного ордена Ленина академического Большого театра СССР
Дирижёр — Юрий Файер

## Съёмочная группа
- Сценарно-хореографический план
Александра Гинцбурга, Ростислава Захарова, Александра Роу
по мотивам либретто Николая Волкова
- Постановка — Александра Роу, Ростислава Захарова
- Главный оператор — Александр Гинцбург
- Декорации и костюмы по эскизам Петра Вильямса
выполнены художественными мастерскими Большого театра СССР
- Звукооператор — Анатолий Дикан
- Режиссёр-балетмейстер — Владимир Захаров
- Монтаж — Евгения Абдиркина
- Редактор — Вера Бирюкова
- Главный художник — Михаил Петровский
- Художник-декоратор — А. Иващенко
- Художники-гримёры:
Н. Мардисова, Ю. Шарова, В. Шаров, В. Жабокритская
- Комбинированные съёмки:
Оператор — Леонид Акимов
Художник — Арсений Клопотовский
- Директор картины — Андрей Демьяненко

## Награды
- Почетный диплом IV МКФ в Ванкувере, Канада (1961).[1]